# Algutsrums församling
Algutsrums församling var en församling i Södra Ölands pastorat i Kalmar-Ölands kontrakt i Växjö stift i Svenska kyrkan. Församlingen låg i Mörbylånga kommun i Kalmar län (Öland). 2017 uppgick församlingen i Glömminge-Algutsrums församling.

## Administrativ historik
Församlingen har medeltida ursprung. 
Församlingen utgjorde fram till 1500-talet ett eget pastorat för att därefter bli annexförsamling i pastoratet Glömminge och Algutsrum, som 1962 utökades med Sandby, Gårdeby och Norra Möckleby församlingar. Församlingen ingår sedan 2010 i Södra Ölands pastorat.2017 uppgick församlingen i Glömminge-Algutsrums församling.

## Klockare, kantor och organister
| Ämbetstid | Namn                           | Levnadstid | Övrigt              |
| --------- | ------------------------------ | ---------- | ------------------- |
| 1700-1751 | Nils Svensson                  |            | Klockare            |
| 1778-1800 | Sven Bomgård                   |            | Klockare            |
| 1805-1835 | Anders Kjöhlström              | 1771-1835  | Klockare            |
| 1834-1844 | Nils Göran Holmquist           | 1811-1844  | Klockare            |
| 1846-1881 | Johan Törnblad                 | 1823-      | Klockare och kantor |
| 1885-1894 | Erik Holmström                 | 1859-      | Organist och lärare |
|           | Karl Josef Alexander Lundqvist | 1878-1944  | Kantor              |

## Kyrkor
- Algutsrums kyrka
- Sankt Knuts kapellruin